# Dorbignyolus
Dorbignyolus là một chi bọ cánh cứng thuộc họ Scarabaeidae.